# Island Lake
Der Island Lake ist der sechstgrößte See in der kanadischen Provinz Manitoba.

## Lage
Er befindet sich im äußersten Osten der Provinz nahe der Grenze zu Ontario. Seine Wasserfläche beträgt 1043 km², die Gesamtfläche einschließlich Inseln 1223 km². Sein Abfluss, der Island Lake River, fließt zum nördlich gelegenen See Beaver Hill Lake.